# Werk aan de Bakkerskil

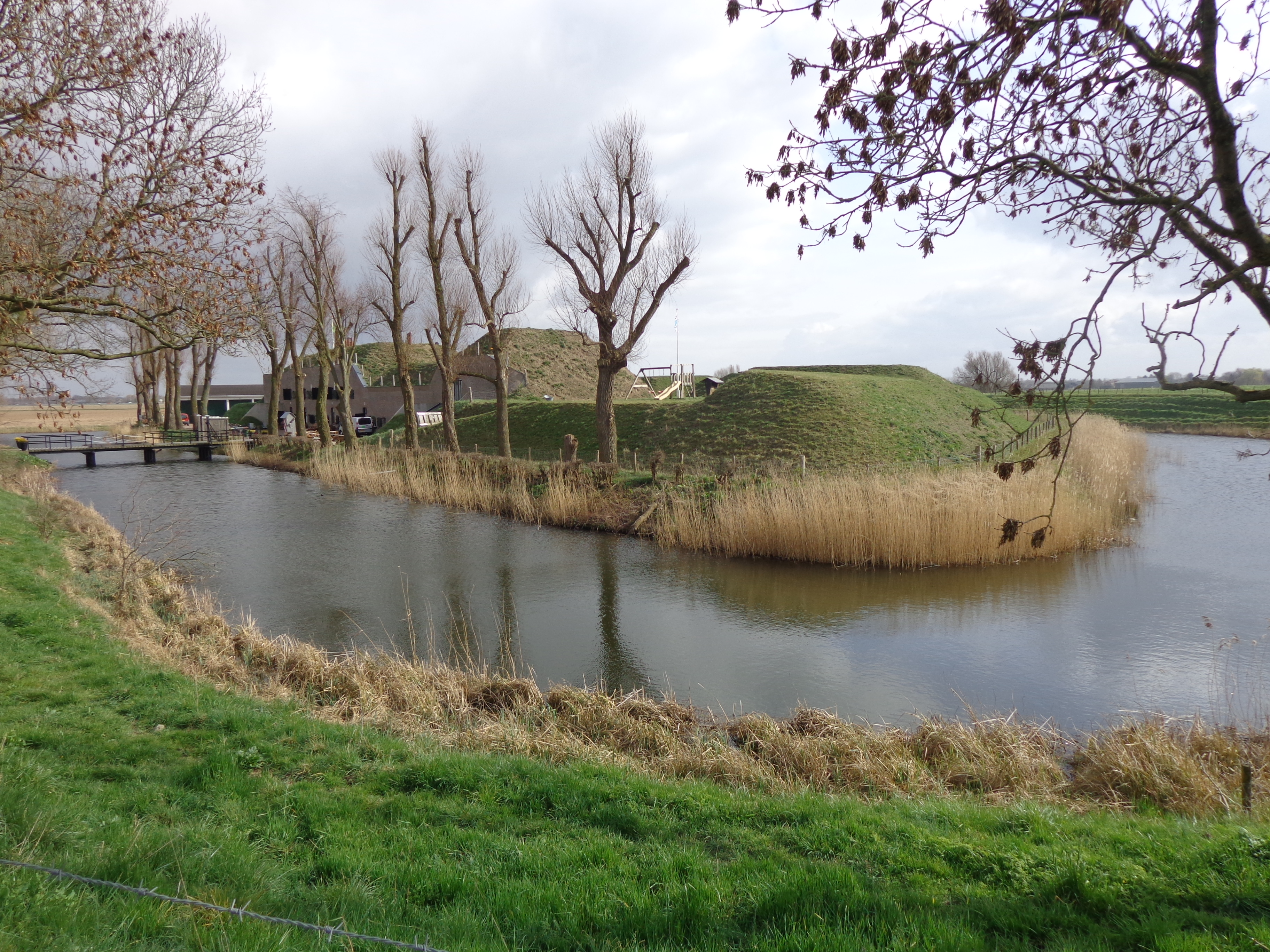
Zicht op de kazerne en gracht

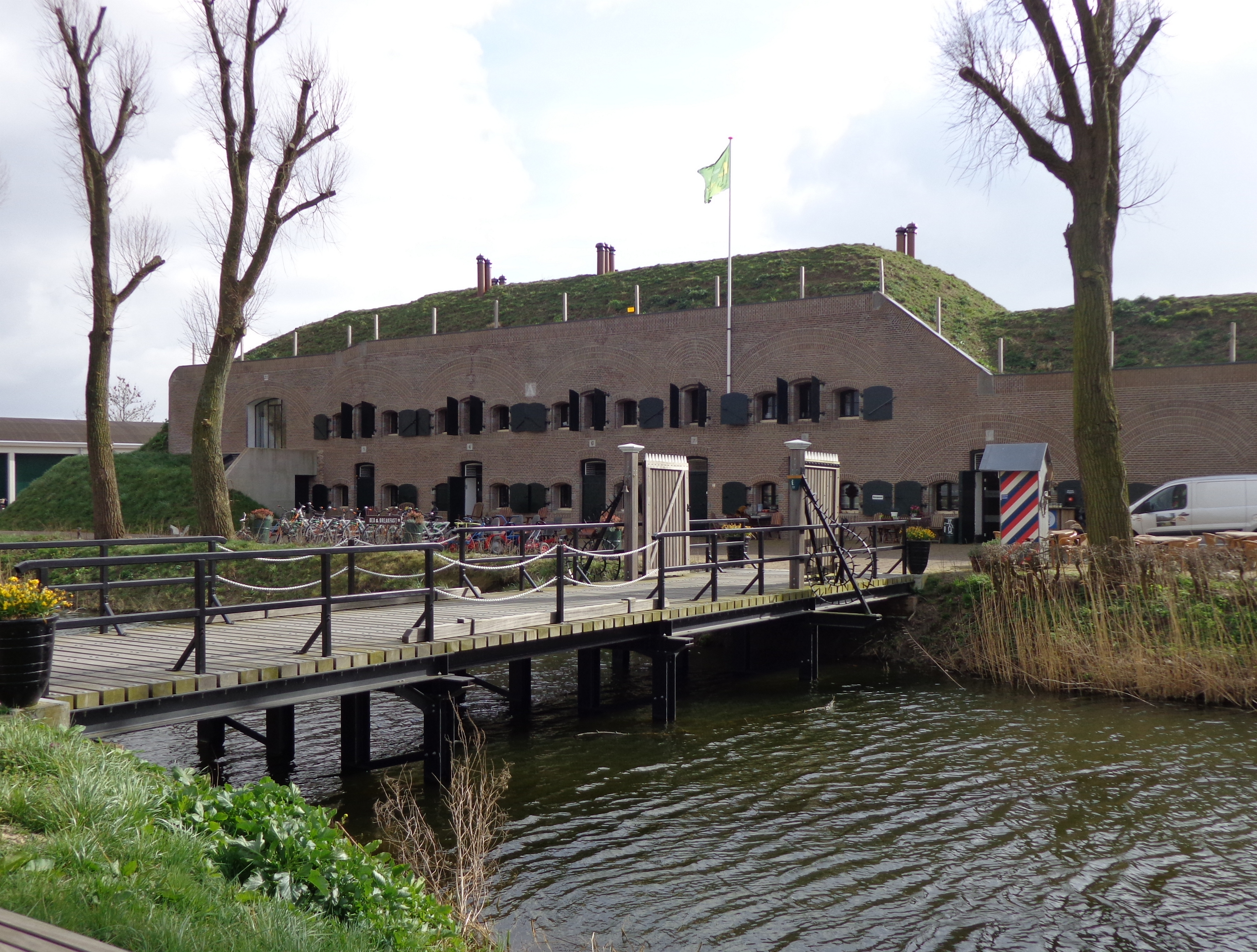
Kazerne met brug (2014)

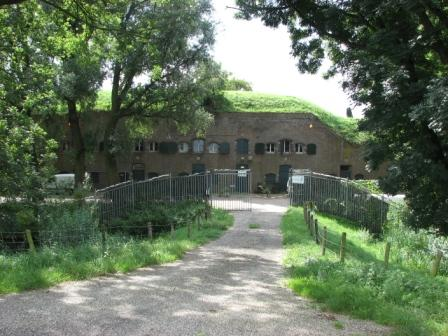
Kazerne met aarden dam (2007)

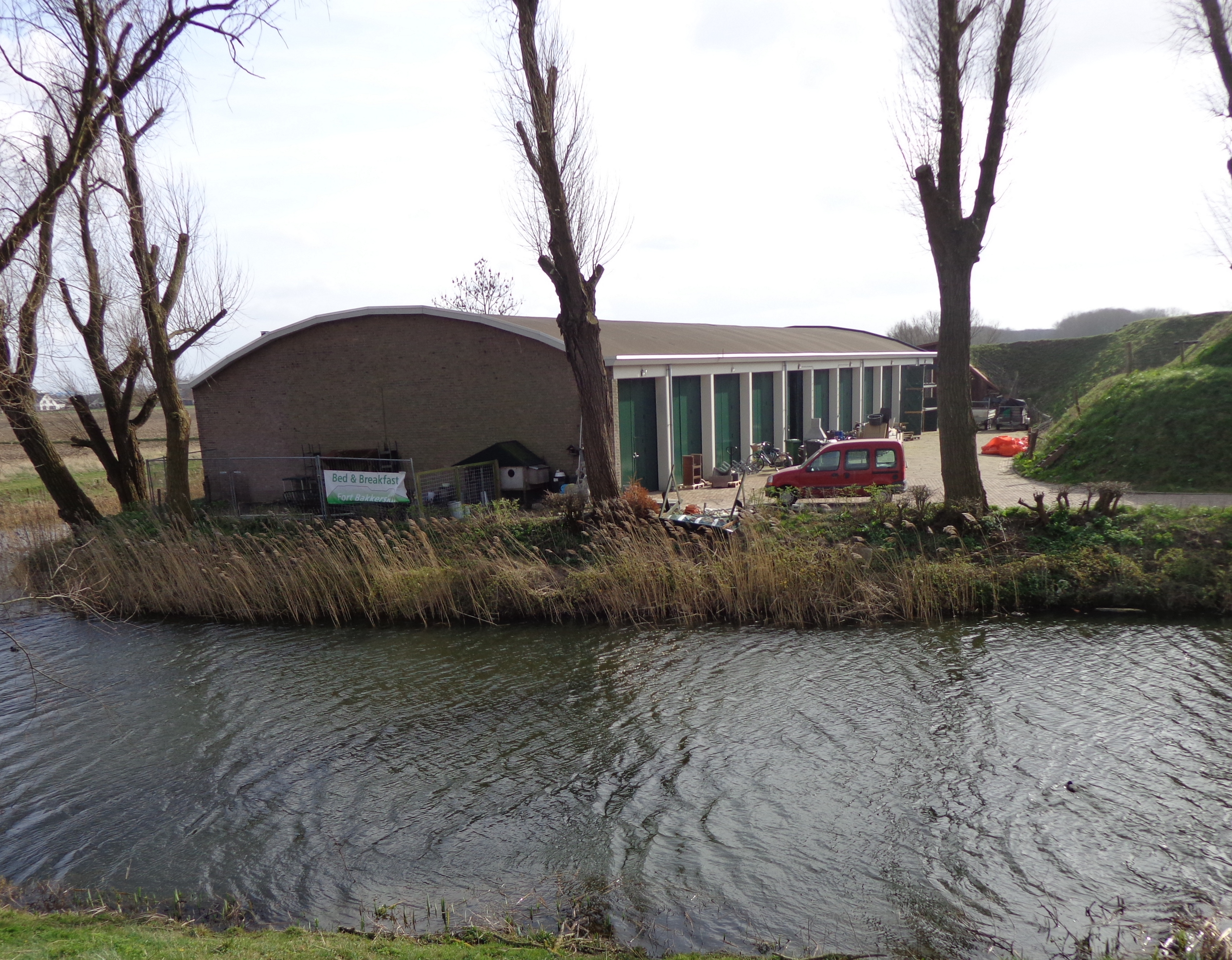
Mobilisatieloods

Werk aan de Bakkerskil is een fort, gelegen op de Schenkeldijk ten zuidoosten van Werkendam. Het is onderdeel van de Nieuwe Hollandse Waterlinie en is gebouwd rond 1878.
De Bakkerskil stroomt erlangs.
Het fort is een van de meest zuidelijke werken en heeft onder andere als doel de Papsluis, een waaiersluis in de Schenkeldijk, te beschermen. Het werk bestaat uit een bomvrije kazerne en een natte gracht. Op het fort zijn in de jaren zestig een drietal grote loodsen gebouwd. Het Waterliniepad loopt langs het fort. Taak van het fort was de bescherming van Woudrichem en de afgrendeling van de zuidelijke Maasdijk.
Het is een klein fort met een oppervlakte van circa 1 hectare. Het fortterrein is trapeziumvormig en omgeven door een gracht met brug. In het midden van het fort staat de bomvrije kazerne. De kazerne is grotendeels aangeaard en alleen de gevel, gericht op het noorden, is zichtbaar. Het langgerekte gebouw telt twee verdiepingen. Hier waren destijds manschappenverblijven, twee verbruiksmagazijnen met hijslift, een ziekenboeg, keuken, munitiemagazijnen en privaten. Het fort bood ruimte aan zo’n 110 man en 8 kanonnen. Het geschut stond vooral naar het zuiden gericht, op de dijk. Ten westen van het fort lag de Bakkerskil en dit terrein was moeilijk begaanbaar.
In de mobilisatieperiodes van 1914-1918 en 1939-1940 was het fort bemand, maar er vonden geen gevechtshandelingen plaats. Na de Tweede Wereldoorlog werden in het fort collaborateurs opgesloten. Dit duurde van 7 mei 1945 tot 28 september 1946. Na hun vertrek werd het fort gebruikt als munitieopslag. Bij de watersnood van 1953 vluchtte het fortwachtersgezin. Het huis werd onbewoonbaar verklaard en gesloopt. Het fort verloor zijn waarde als verdedigingswerk en in 1951 werd het geheel aangemerkt als “vestingwerk van geen klasse”. In 1956 werden vier mobilisatieloodsen geplaatst en de brug over de fortgracht werd vervangen door een aarden dam voor het transport door zware vrachtwagens. Om plaats te maken voor de loodsen werden de aarden wallen rondom het kazernegebouw afgegraven. In 2011 zijn drie loodsen gesloopt en zijn de aarden wallen hersteld.
Tijdens de Koude Oorlog is het fort gebruikt voor de opslag van verbindingsmaterieel en gebruikt voor de training van agenten in onder andere communicatie. Het maakte hiermee waarschijnlijk deel uit van de Stay-Behind organisatie, ook wel operatie Gladio genoemd.
In 2007 werd het fort verworven door de Stichting Brabants Landschap.

## Naslagwerk
- H. Visser-Kieboom, Hollandse Waterlinie Erfgoedreeks: Werk aan de Bakkerskil, Stokerkade cultuurhistorische uitgeverij, Amsterdam